# Державний кадастр родовищ і проявів корисних копалин
Держа́вний када́стр родо́вищ і про́явів ко́ри́сних копа́лин (рос. государственный кадастр месторождений и проявлений полезных ископаемых, англ. State Cadastre of Mineral Deposits and Manifestations) — містить відомості про кожне родовище, включене до Державного фонду родовищ корисних копалин, щодо кількості та якості запасів корисних копалин і наявних у них компонентів, гірничо-технічних, гідрогеологічних та інших умов розробки родовища та його геолого-економічну оцінку, а також відомості про кожний прояв корисних копалин. 
Державний кадастр родовищ і проявів корисних копалин ведеться Державною службою геології та надр України.